# Aire urbaine d'Hirson
L'aire urbaine d'Hirson est une aire urbaine française, constituée autour de la ville d'Hirson
Elle a été créée en 2010 lors de la redéfinition des aires urbaines par l'Insee. Elle comprend trois communes, dont deux correspondent à l'unité urbaine d'Hirson. En 2022, ses 9 589 habitants faisaient d'elle la 367e des aires urbaines françaises.
En 2020, l'Insee définit un nouveau zonage d'étude : les aires d'attraction des villes. L'aire d'attraction d'Hirson remplace désormais son aire urbaine, avec un périmètre différent.

## Caractéristiques
D'après la définition qu'en donne l'Institut national de la statistique et des études économiques (INSEE), l'aire urbaine d'Hirson constitue une « petite aire », c'est-à-dire « un ensemble de communes, d'un seul tenant et sans enclave, constitué par un pôle (unité urbaine) de 1 500 à 5 000 emplois, et par des communes rurales ou unités urbaines dont au moins 40 % de la population résidente ayant un emploi travaille dans le pôle ou dans des communes attirées par celui-ci ».
D'après la délimitation de l'INSEE en 2010, l'aire urbaine d'Hirson est composée de 3 communes, toutes situées dans le département de l'Aisne.
Elle inclut l'unité urbaine d'Hirson, pôle urbain de l'aire urbaine avec 2 communes, et la commune de Bucilly.
En 2022, elle comptait 9 589 habitants pour 50,75 km2, soit une densité d'environ 201 hab./km2.

## Les 3 communes de l'aire
Les 3 communes de l'aire urbaine d'Hirson et leur population municipale en 2022 :
| Code Insee | Nom     | Type             | Superficie (km2) | Population (hab.) | Densité (hab./km2) |
| ---------- | ------- | ---------------- | ---------------- | ----------------- | ------------------ |
| 02130      | Bucilly | Couronne urbaine | 12,85            | 202               | 15,7               |
| 02134      | Buire   | Pôle urbain      | 4,13             | 822               | 199                |
| 02381      | Hirson  | Pôle urbain      | 33,77            | 8565              | 253,6              |

## Évolution démographique
| 1968   | 1975   | 1982   | 1990   | 1999   | 2010   | 2015   |
| ------ | ------ | ------ | ------ | ------ | ------ | ------ |
| 13 019 | 13 016 | 12 421 | 11 287 | 11 458 | 10 462 | 10 215 |